# Nephodia curtistriga
Nephodia curtistriga är en fjärilsart som beskrevs av W. Warren 1907. Nephodia curtistriga ingår i släktet Nephodia och familjen mätare. Inga underarter finns listade i Catalogue of Life.